# Instituto Neerlandés para la Democracia Multipartidaria (NIMD)
El Instituto Neerlandés para la Democracia Multipartidaria (NIMD; en neerlandés: Nederlands Instituut voor Meerpartijendemocratie, en inglés: Netherlands Institute for Multiparty Democracy) es una organización que trabaja para promover la política pacífica, justa e inclusiva en todo el mundo.
El enfoque del NIMD se caracteriza por el diálogo, el cual facilita a los actores a través del espectro político a nivel local, nacional y regional. Los valores de la organización están basados en la inclusión, el pluralismo y la equidad. La organización apoya iniciativas conjuntas de partidos políticos y otros actores para mejorar el funcionamiento de las democracias multipartidistas en el mundo.

## Historia
El instituto fue fundado en el año 2000 por siete partidos del espectro político neerlandés: CDA, CU, D66, GL, PvdA, SGP y el VVD. El ex-ministro de defensa neerlandés Eimert van Middelkoop es el actual director del Consejo Supervisor del NIMD y el ex-diputado europeo Thijs Berman es el actual director ejecutivo.

## Objetivos
El NIMD apoya iniciativas conjuntas de partidos políticos para mejorar el funcionamiento de la democracia en su país. Además, el NIMD ayuda a partidos políticos individuales, entre otras cosas, a construir sus organizaciones, capacitar a ejecutivos de partidos y desarrollar programas de partidos. Fortalecer las relaciones entre partidos políticos, organizaciones de la sociedad civil y los medios de comunicación es también uno de los objetivos del NIMD.
El trabajo del NIMD está dirigido a partidos políticos. Esto distingue al NIMD de otras organizaciones de democratización que se enfocan en elecciones , cooperación parlamentaria o administración pública. El NIMD se distingue además por su "enfoque multipartidista". En sus programas, el NIMD tiene como objetivo cooperar con todos los partidos políticos democráticos de un país.

## Organización
El NIMD consta de un Consejo de Supervisión y un Consejo Asesor, que incluye administradores y (ex) políticos de siete partidos políticos neerlandeses, y una organización ejecutiva en La Haya. El Consejo de Supervisión está formado por:
- Bernard Bot (presidente), exministro de Relaciones Exteriores de CDA;
- Wim Jacobs;
- Jan Hoekema;
- Meindert Stolk;
- Ida van Veldhuizen;
- Eimert van Middelkoop.

El Ministerio de Relaciones Exteriores (Países Bajos) es el principal financiador del NIMD. Otros financiadores de los programas del NIMD incluyen la Organización para la Seguridad y la Cooperación en Europa (OSCE), la Unión Europea y el Programa de las Naciones Unidas para el Desarrollo (PNUD). En el período 2012-2015, el NIMD tiene un presupuesto de 30 millones de euros.
Cuenta con representación en Honduras y en Colombia.